# Andersudde

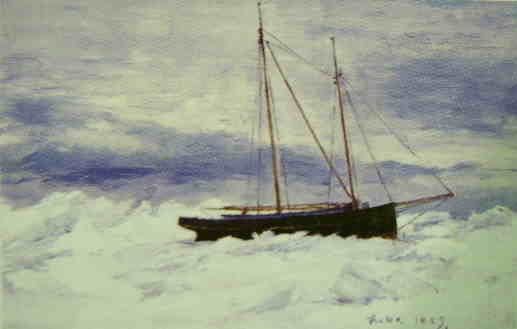
Postbåt i packis av J.A.G. Acke, olja på duk från 1889

Andersudde är ett privat konstmuseum på Åland. Museet ligger på Järsö i Lemland och ägs av affärsmannen Anders Wiklöf. Wiklöfs samling består främst av svenskt och finländskt måleri från tiden kring sekelskiftet 1900, men där finns också verk av åländska konstnärer från flera perioder. Ibland används Andersudde även som konsertlokal, bland annat för evenemanget Röster för Östersjön.

## Om samlingen
I samlingen på Andersudde finns målningar av svenska och finländska konstnärer, främst från perioden runt 1900. Flera av konstnärerna tillhörde Önningebykolonin, en grupp som arbetade på Åland mellan 1886 och 1914. Här finns också kända konstnärer som Akseli Gallen-Kallela, Bruno Liljefors och Anders Zorn.
Några av de mest kända verken i samlingen är en mindre version av Carl Larssons Midvinterblot, och Peter Dahls målning Stolta stad, inspirerad av Carl Michael Bellman. Här finns även Gittan Jönssons feministiska verk Diskkasterskan från 1978. 
Dessutom finns flera målningar av åländska konstnärer, exempelvis Joel Pettersson och Karl Emanuel Jansson. Samlingen omfattar även verk av mindre kända lokala konstnärer.
Andersudde har inte öppet för allmänheten, men visningar går att boka för grupper. År 2007 visades många av verken på Amos Andersons konstmuseum i Helsingfors.

### Konstnärer i urval

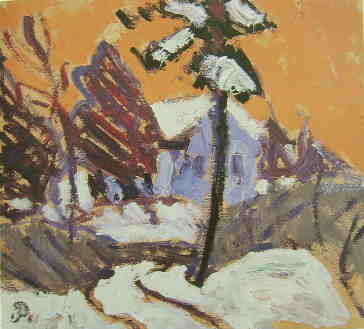
Aftonljus, oljemålning av Joel Pettersson

Några konstnärer representerade på Andersudde är:
- J.A.G. Acke
- Nils Byman
- Peter Dahl
- Kjell Ekström
- Guy Frisk
- Akseli Gallen-Kallela
- Alvar Iström
- Karl Emanuel Jansson
- Erik Juselius
- Gittan Jönsson
- Carl Larsson
- Bruno Liljefors
- Elin Alfhild Nordlund
- Joel Pettersson
- Santeri Salokivi
- Victor Westerholm
- Edvard Westman
- Anders Zorn